# جاك روبو
جاك روبو (5 ديسمبر 1932 - 5 ديسمبر 2024)، هو شاعر وكاتب وعالم رياضيات فرنسي. تزوج عام 1980 من الكاتبة الكندية أليكس كليو روبو.
توفي يوم عيد ميلاده الثاني والتسعين، في 5 ديسمبر 2024 بمدينة باريس.

## الجوائز والأوسمة
- 1986: جائزة فرنسا للثقافة، عن فيلم Quelque .
- 1990: الجائزة الوطنية الكبرى لشاعر وزارة الثقافة.
- 1999: جائزة أمريكا في الأدب.
- 2008: الجائزة الكبرى للأدب لبول موراند.